# Born (escultura)
Born és una escultura situada al passeig del Born de Barcelona. Obra de l'artista català Jaume Plensa i Suñé, és l'aportació catalana a l'exposició Configuracions urbanes, que es va inaugurar el 21 de juliol de 1992, pocs dies abans de començar els Jocs Olímpics de Barcelona 1992. Es compon d'un bagul de ferro colat sobre un banc de pedra del passeig, i unes esferes o bales de canó també de ferro, cadascuna amb un número i una lletra inscrites, escampades sota algun banc i a les escales de l'església de Santa Maria del Mar. El bagul recorda el passat del Born com a terreny de justes medievals i el mercat amb les caixes o cofres que els diferents gremis utilitzaven per guardar els documents importants. Les bales són reproduccions de les bombes de 1714, la capitulació de Barcelona.
Forma part de l'exposició Configuracions urbanes, organitzada per la nominació de Barcelona com a seu dels Jocs Olímpics, que consisteix en vuit obres creades per sis artistes estrangers, un madrileny i un de català, que formen un recorregut pels barris de la Ribera, la Barceloneta i el Port Vell. El projecte va estar dirigit per la crítica d'art Gloria Moure.